# Церква Коло
Церква Коло (ісп. Iglesia de Colo) — католицька церква, яка знаходиться в місті Коло, комуна Кемчі, на архіпелазі Чилое на півдні Чилі.

## Свідова спадщина
Церква Коло була оголошена Національною пам'яткою Чилі в 1999 році і є однією з 16 церков Чилое, які оголошені ЮНЕСКО об'єктами Всесвітньої спадщини 30 листопада 2000 року.

## Історія храму
Церква була побудована з дерева близько 1890 року і збереглася у задовільному стані. Її покровителем є святий Антоній, який, окрім того, є покровителем церкви Вілупуллі; його свято відзначається 13 червня.

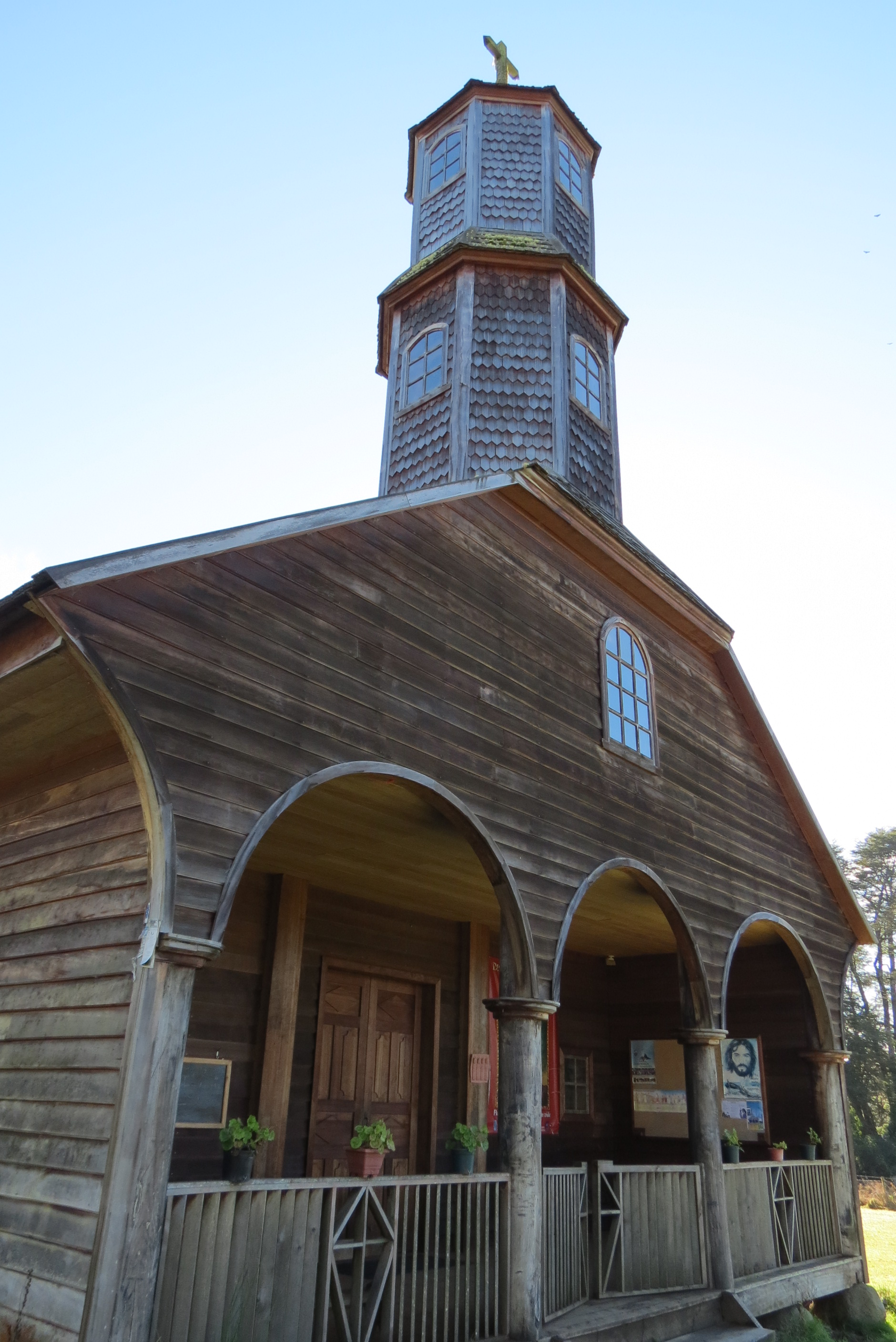